# 歌謡最前線 (KBCラジオ)
歌謡最前線（かようさいぜんせん）は、KBCラジオ（九州朝日放送）で2010年まで放送されていた深夜放送の音楽番組。ラジオパーソナリティは土肥恵美子。

## 放送時間
番組終了時点。
- 日曜日：25:05 - 25:40(JST)

### 過去の放送時間
- 日曜日：25:35 - 26:10(JST)（2007年7月 - 2007年9月）
- 日曜日：25:05 - 25:40(JST)（ - 2007年6月）
- 日曜日：24:35 - 25:10(JST)

## 番組内容
- 演歌を中心とした曲を流し続けるのが基本構成の番組。
- 演歌歌手を毎週ゲストに迎え、ラジオパーソナリティとトークをする。
- 番組のエンディングには、その日にかけた曲名を歌手名と共におさらいするのが恒例。
- 年に数回、送信施設の大規模なメンテナンスがあるため、早めに放送休止になる週は番組が休みとなる。